# Gudmebygden
Gudmebygden er et område sydøst for Gudme Sø. Her har man fundet og udgravet spor efter et rigt centrum for handel og håndværk i en periode af flere hundrede år yngre jernalder (ca. år 200 til år 700 e. Kr.). Foruden boliger var der værksteder, et par store haller og en stor begravelsesplads Ved siden af Gudmehallerne i Gudme kan man se aftegninger af huse og de store haller, som er vist ved markeringer af de massive stolper, der har båret bygningernes tage.
Ved Tange Ås udmunding i Storebælt nord or Lundeborg havde bygden en ladeplads.

## Jernalderfund
I Gudmebygden har man fundet store mængder af metalgenstande i både guld, sølv, kobber og bronze. Noget i hel tilstand, noget som brudstykker og ganske meget i form af råmaterialer til smedning og støbning af nye varer. Mange af de hele genstande (ringe og andre smykker) er formentlig fremstillet i bygden eller på andre steder i Skandinavien, men en hel del er bragt dertil fra Romerriget, Frankerriget eller Byzans
En betydelig del af de fineste fund er udstillet på Nationalmuseets oldtidsudstilling.